# San Ramon
|  | Per la localitat de l'Uruguai, vegeu San Ramón (Uruguai) |

San Ramon és una població dels Estats Units a l'estat de Califòrnia. Segons el cens del 2010 tenia 58.000 habitants.

## Demografia
Segons el cens del 2000, San Ramon tenia 44.722 habitants, 16.944 habitatges, i 12.148 famílies. La densitat de població era de 1.491,1 habitants/km².
Dels 16.944 habitatges en un 37,9% hi vivien nens de menys de 18 anys, en un 61,8% hi vivien parelles casades, en un 7% dones solteres, i en un 28,3% no eren unitats familiars. En el 21,1% dels habitatges hi vivien persones soles el 3,6% de les quals corresponia a persones de 65 anys o més que vivien soles. El nombre mitjà de persones vivint en cada habitatge era de 2,63 i el nombre mitjà de persones que vivien en cada família era de 3,12.
Per edats la població es repartia de la següent manera: un 26,3% tenia menys de 18 anys, un 5,8% entre 18 i 24, un 35,7% entre 25 i 44, un 26,2% de 45 a 60 i un 6,1% 65 anys o més.
L'edat mediana era de 36 anys. Per cada 100 dones de 18 o més anys hi havia 94,6 homes.
La renda mediana per habitatge era de 95.856 $ i la renda mediana per família de 106.321 $. Els homes tenien una renda mediana de 73.502 $ mentre que les dones 50.107 $. La renda per capita de la població era de 42.336 $. Entorn de l'1,4% de les famílies i el 2% de la població estaven per davall del llindar de pobresa.

## Poblacions més properes
El següent diagrama mostra les poblacions més properes.